# Альфонсо, Андрес (футболист, 2005)
Андрес Фелипе Альфонсо Киприан (англ. Andrés Felipe Alfonso Ciprian; род. 1 февраля 2005, Богота) — колумбийский футболист, нападающий клуба «Индепендьенте Медельин».

## Клубная карьера
Альфонсо — воспитанник клуба «Индепендьенте Медельин». 20 апреля 2022 года в поединке Кубка Колумбии против «Тигрес» Андрес дебютировал за основной состав. 12 марта 2023 года в матче против «Бояка Чико» он дебютировал в Кубке Мустанга.